# Foho Suriubu
Der Foho Suriubu (kurz: Suriubu) ist ein Berg in der osttimoresischen Gemeinde Bobonaro. Er liegt im Süden des Sucos Goulolo (Verwaltungsamt Cailaco) und hat eine Meereshöhe von 544 m. Sein Höhenzug verläuft südöstlich bis zum Foho Oholau. Nordöstlich liegen zwei kleine Seen. Östlich liegt der Ort Mubaa.